# Chionaema lunulata
Chionaema lunulata là một loài bướm đêm thuộc phân họ Arctiinae, họ Erebidae.